# Гладкость (понятие)
Гладкость (leios) — термин, употребляемый Платоном в широком смысле: гладкость, ровность, отсутствие шероховатости; в анатомии использование гладких жиров для прикрепления мяса к костям и «чистой и гладкой» земли для костей; гладкое настроение у беременных женщин; гладкие звуки и так далее.
В обыкновенных физических телах гладкость противопоставляется шероховатости. Она приобретает особое значение в теории зрения (гладкость зеркала и блестящих предметов) и в эстетике зрения. В частности указывается, что, например, наблюдаемая гладкость поверхности тела может оказаться ложной, вводя наблюдателя в заблуждение, а гладкие, блестящие тела при наблюдении в зеркале могут казаться жидкими. Данное наблюдение проецируется и на сферу морали, когда то, что мы можем знать о человеке посредством наблюдений или слухов, может оказаться ложным.
Эстетическая ценность гладкости или лёгкости ощущается Платоном не только в отношении неодушевлённых вещей. Платон говорит также о гладкости и в отношении души и добродетели. Набрасывая портрет Теэтета, Платон рисует в нём середину между людьми слишком порывистыми в науке и слишком тупыми.
«Этот направляется к учению и исследованию так легко („гладко“), беспрепятственно, с успехом и с великой кротостью, подобно потоку масла, текущему без шума» (Theaet. 144b)